# Gliese 892
Gliese 892 (HD 219134 / HR 8832 / LHS 71 / BD+56 2966) es una estrella en la constelación de Casiopea de magnitud aparente +5,57. Se encuentra en la región noroeste de la constelación, al oeste de Schedar (α Cassiopeiae) y Caph (β Cassiopeiae), y al sur de la nebulosa NGC 7635.
Gliese 892 se encuentra a sólo 21,26 años luz del sistema solar, siendo una de las estrellas brillantes —entendiendo como tales aquellas que no son enanas rojas— más cercanas.
De tipo espectral K3V, es una enana naranja más pequeña y tenue que el Sol, semejante a Gliese 783 A y Gliese 105 A.
Su luminosidad equivale a un 28% de la luminosidad solar y tiene un radio de 0,77 radios solares.
Muestra una metalicidad superior a la solar ([Fe/H] = +0,09); otros elementos como magnesio, níquel, silicio y especialmente titanio son también «sobreabundantes» en relación con el Sol.
No se ha detectado exceso en el infrarrojo ni a 24 μm ni a 70 μm, lo que parece descartar la presencia de un disco de polvo a su alrededor.
Su masa se estima en 0,79 masas solares y su edad puede superar los 12.000 millones de años.
De acuerdo con la base de datos SIMBAD, Gliese 892 es una estrella fulgurante. 
Sus características y su relativa proximidad a la Tierra han hecho de Gliese 892 uno de los objetivos de los proyectos Darwin y Terrestrial Planet Finder (TPF) para la búsqueda de planetas terrestres en la llamada zona de habitabilidad. Las estrellas que tiene más cerca son Achird (η Cassiopeiae), a 4,9 años luz, y EV Lacertae, a 6,3 años luz.